# Бабкен Симоњан
Др Бабкен Симоњан (Јереван, 20. март 1952) јесте јерменски песник, есејиста, преводилац, професор Универзитета и почасни конзул Р. Србије у Р. Јерменији од 2006. Он је тренутно једини дипломатски представник наше земље у Јерменији. Члан је Савеза писаца Јерменије, Удружења књижевника Србије и Удружења за културу, уметност и међународну сарадњу „Адлигат”.
Бабкен Симоњан предаје српски језик на универзитету у Јеревану.

## Биографија
Написао је дванаест књига поезије и преко 900 есеја, путописа и превода српских легенди, бајки и народних прича. Преводио је и дела Јефимије Мрњавчевић, Деспота Стефана Лазаревића, Петра Петровића Његоша, Бранислава Нушића, Бранка Ћопића, Десанке Максимовић, као и других српских књижевника.
Године 2003. по његовом избору уз предговор јерменска издавачка кућа „Аполон“ објавила је прву антологију српске поезије 20. века под насловом „Косовско сунце“., а у изради су српско-јерменски речник, као и преводи „Горског вијенца" и „Ноћ скупља вијека“ П. П. Његоша. Његова књига „Ходочашће“ је објављена на српском језику у издању Бранковог кола 1998. године.
Завод за културу Војводине је објавио најновију двојезичну књигу песама Бабкена Симоњана „Артамет“, а годишњу јерменску награду „Кандило“ из области књижевности и преводилаштва доделио му је 2010. године Свети Ечмиадзин (центар Јерменске апостолске цркве) заједно са Савезом писаца Јерменије.
Симоњан проучава историјски материјал о животу јерменске заједнице кроз историју Србије.
Симоњанова дела су инспирисана митом Арарата и Нојеве барке као и јерменским наслеђем и традицијом, али и мотивима Косовског боја у којима налази заједничке елементе трагедије и подвига.
Његова дела су превођена на руски, српски, бугарски, словачки, украјински, румунски, естонски, мађарски, италијански, француски, енглески и друге језике.

## Награде
- 2012. — Награда Бранко Радичевић, за укупан песнички и стваралачки опус[1].
- 2015. — Одлуком председника Републике Србије одликован је високом државном наградом – Златном медаљом.[3]
- 2019. — Златна медаља „Movses Horenaci"[4]

## Дела

### Књиге
- Мирис домовине, 1994.[5]
- Кроз балканску ватру : путописи, есеји, разговори, 1995.[6]
- Ходочашће, 1998.[7]
- Од Арарата до Косова : (песме, есеји, путописи, белешке, преводи, 2000.[8]
- Библиографија : Публикација о Србији и јерменско-српским историјским, књижевним и културним везама, 2002.[9]
- Артамет, 2010.[10]
- Хачкар: стихи, 2012.[11]
- Грумен земље српске, књига есеја, 2017.[12][13]

### Преводи
- Ноћ скупља вијека, превод Његошевог дела, 2022.[14]

### Чланци
- Ани, 1991.[15]
- Мирис домовине, 1992.[16]
- Моја стара кућа, 1992.[17]
- Туга, 1995.[18]
- Још се чује..., 1995.[19]
- Молитва пред иконом, 1995.[20]
- Политика пантурцизма као идеолошко оружје, 1996.[21]
- Човек јаке воље, 1997.[22]
- Ријеч за ријеч, 1997.[23]
- Над гробом Десанке Максимовић, 1997.[24]
- Да је жива - у њен бих загрљај од туге, 1998[25]
- Мајке што делила би са мном бол - сад нема, 1998.[26]
- Дубока жалост, да је исцелим не умем... 1998.[27]
- Згасла мати моја, пламичак огњишта мог, 1998.[28]
- Мајци, 1998.[29]
- Монолог, 1998.[30]
- Трагање за духовном прошлошћу, 1998.[31]
- Исте су нам муке, страдања и патње, 1998.[32]
- Симонида, 2000.[33]
- Очаран његошевским метафорама, коаутор, 2000.[34]
- Туга, 2000.[35]
- Јеремнчић, 2000.[36]
- Арарат, 2003.[37]
- Судбом слични, 20004.[38]
- Свето име Лим, 2007.[39]
- У атељеу, 2007.[40]
- Јерменија Србији ; Дуд Светог Саве ; Santa Maria della Salute, 2010.[41]
- Мајчине руке, 2010.[42]
- Огрејано Косовским сунцем, 2010.[43]
- Прекинута молитва, 2011.[44]
- Море и сплавар, 2011.[45]
- Гранчица, 2011.[46]
- На мосту Риалто, 2011.[47]
- Бела ноћ, 2011.[48]
- Опрости мајко, 2011.[49]
- Књига као култ и духовна храна, 2011.[50]
- Ново песничко ходочашће, 2012.[51]
- Од Светог Саве до "Косовског сунца", 2015.[52]
- Моја стара кућа, 2015.[53]
- Српски песници певају Јерменији, 2017.[54]
- Сан, 2017.[55]
- Santa Maria della Salute, 2017.[56]
- Утри сузе, Србијо! 2017.[57]